# 2017 (ZIGGYのアルバム)
『2017』（ニーマルイチナナ）は、日本のロックバンド・ZIGGYの16枚目のオリジナル・アルバム。SPACE SHOWER MUSICより発売。

## 概要
- 前作「NOW AND FOREVER」から10年ぶりのリリースとなるオリジナルアルバム。全11曲の新曲に加え、2017年春に開催された全国ツアー「ZIGGY TOUR 2017」初日の新横浜NEW SIDE BEACH!!でのライブ音源を厳選して収録。
- レコーディングには、森重樹一のソロ活動でのサポートを務めるカトウタロウ（Gt）、清（Ba）、満園英二（Dr）、佐藤達哉（Key）が参加。
- リード曲である「うたた寝の途中」のミュージック・ビデオでは、森重樹一がチャイナドレスやウェディングドレス姿を披露している。
- アルバムリリースに伴い、全国ツアーを開催。カトウタロウ（Gt）、Toshi（Ba）、CHARGEEEEEE…（Dr）、佐藤達哉（Key）がサポートとして参加。[1]。

## 収録曲
| 全作詞・作曲: 森重樹一。 |                              |          |            |      |
| #                        | タイトル                     | 作詞     | 作曲・編曲 | 時間 |
| 1.                       | 「白んだ空に蝶達は舞ってる」 | 森重樹一 | 森重樹一   | 3:37 |
| 2.                       | 「うたた寝の途中」           | 森重樹一 | 森重樹一   | 4:15 |
| 3.                       | 「まだ見ぬ景色が見たくて」   | 森重樹一 | 森重樹一   | 3:59 |
| 4.                       | 「虹を見た」                 | 森重樹一 | 森重樹一   | 4:22 |
| 5.                       | 「月明かりの下で」           | 森重樹一 | 森重樹一   | 4:12 |
| 6.                       | 「君のままでいいから」       | 森重樹一 | 森重樹一   | 5:28 |
| 7.                       | 「Don't stop the R&R music」 | 森重樹一 | 森重樹一   | 3:50 |
| 8.                       | 「MAKE A STAND」             | 森重樹一 | 森重樹一   | 4:21 |
| 9.                       | 「I CANNOT GET ENOUGH」      | 森重樹一 | 森重樹一   | 4:27 |
| 10.                      | 「踊らされたくないのなら」   | 森重樹一 | 森重樹一   | 3:53 |
| 11.                      | 「頬杖と有限の夜」           | 森重樹一 | 森重樹一   | 5:51 |
| 合計時間:                | 合計時間:                    | 48:15    |            |      |

| 全作詞・作曲: 森重樹一（※特記以外）。 |                                         |                       |                       |      |
| #                                     | タイトル                                | 作詞                  | 作曲・編曲            | 時間 |
| 1.                                    | 「CELEBRATION DAY」                     | 森重樹一（※特記以外） | 森重樹一（※特記以外） | 4:22 |
| 2.                                    | 「赤の残像」                            | 森重樹一（※特記以外） | 森重樹一（※特記以外） | 3:36 |
| 3.                                    | 「LET THE MUSIC PLAY」                  | 森重樹一（※特記以外） | 森重樹一（※特記以外） | 4:56 |
| 4.                                    | 「それゆけ! R&R BAND」(※作曲: 戸城憲夫) | 森重樹一（※特記以外） | 森重樹一（※特記以外） | 3:36 |
| 5.                                    | 「マケイヌ」                            | 森重樹一（※特記以外） | 森重樹一（※特記以外） | 3:26 |
| 6.                                    | 「STEP BY STEP」                        | 森重樹一（※特記以外） | 森重樹一（※特記以外） | 4:07 |
| 7.                                    | 「BORN TO BE FREE」                     | 森重樹一（※特記以外） | 森重樹一（※特記以外） | 4:09 |
| 8.                                    | 「HEAVEN AND HELL」                     | 森重樹一（※特記以外） | 森重樹一（※特記以外） | 3:57 |
| 9.                                    | 「GLORIA」                              | 森重樹一（※特記以外） | 森重樹一（※特記以外） | 4:57 |
| 10.                                   | 「WHISKY, R&R AND WOMEN」               | 森重樹一（※特記以外） | 森重樹一（※特記以外） | 5:03 |
| 11.                                   | 「静寂の音がただ青過ぎて」              | 森重樹一（※特記以外） | 森重樹一（※特記以外） | 4:13 |
| 12.                                   | 「STAY GOLD」                           | 森重樹一（※特記以外） | 森重樹一（※特記以外） | 5:08 |
| 13.                                   | 「I'M GETTIN' BLUE」                    | 森重樹一（※特記以外） | 森重樹一（※特記以外） | 3:50 |
| 14.                                   | 「EASTSIDE WESTSIDE」                   | 森重樹一（※特記以外） | 森重樹一（※特記以外） | 4:41 |
| 合計時間:                             | 合計時間:                               | 60:01                 |                       |      |